# Río Annan

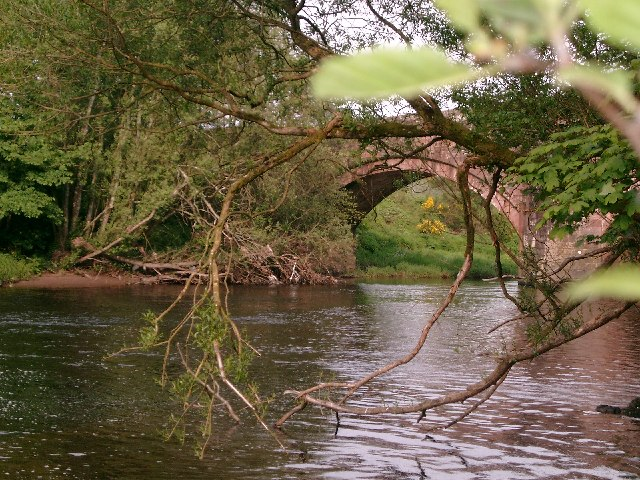
Puente Hoddom.

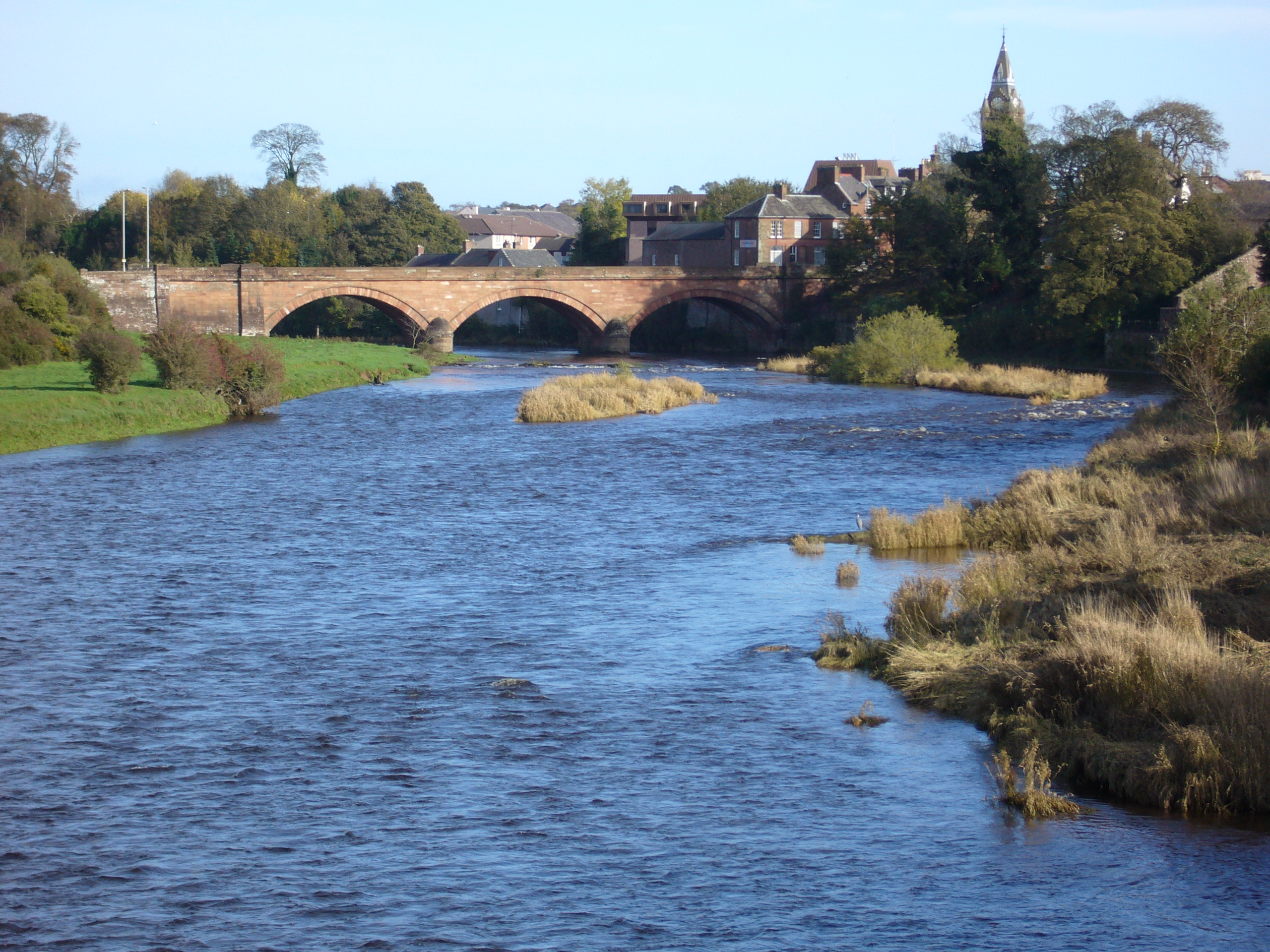
El puente del Río Annan, en Annan.

El río Annan  (uisge Annan  en gaélico) es un río que se encuentra en el suroeste de Escocia. Nace a los pies del Hart Fell, ocho kilómetros al norte de Moffat. Una segunda bifurcación nace en el Annanhead Hill y fluye a través del Devil's Beef Tub antes de unirse en la bifurcación de Hart Fell al norte de Moffat.
Desde allí, pasa por la ciudad de Lockerbie, y llega al mar en el pueblo pesquero de Annan. Es uno los ríos de pesca más importantes de la región, a pesar de que la central nuclear de Chapelcross lo ha empleado durante muchos años para enfriamiento.Los principales peces (y, por tanto, el objetivo de los pescadores) son el salmón, la trucha de mar, la trucha de río, el tímalo, el cacho y otros como el lucio.

## Etimología
La etimología del nombre del río Annan se desconoce, aunque algunas fuentes sugieren que puede significar simplemente "agua", en alguna lengua celta.

## Cultura popular
En el álbum de 2009 de The Decemberists, The Hazards of Love , el río permite pasar al protagonista bajo la promesa de que pueda tener los valiosos huesos del héroe a la vuelta. El héroe y su amor más tarde se reencuentran y se ahogan juntos en el río.